# Der Schmerzensmann (Meister Francke)
Der Schmerzensmann ist ein auf die Zeit um 1425 datiertes Tafelbild (Tempera auf Goldgrund, 42,5 × 31,3 cm) von Meister Francke, das heute im Museum der bildenden Künste in Leipzig zu finden ist.

## Geschichte
Der Leipziger Schmerzensmann wird allgemein als das älteste erhaltene Werk des dominikanischen Künstlers zum Thema Schmerzensmann angesehen, etwas archaischer gestaltet als beispielsweise die Hamburger Fassung, ein Spätwerk, ausgestellt in der Hamburger Kunsthalle.
Das Tafelbild stammt wahrscheinlich aus dem alten Hamburger Dom und gelangte vor dessen Abriss 1804 zusammen mit anderen Gemälden in den Besitz von Friedrich Ludwig Heinrich Waagen. Viel spricht dafür, dass die ursprünglich beidseitig bemalte kleine Tafel als Tür eines Sakramentshauses diente. Carl Lampe übereignete das Bild 1858 dem Museum für bildende Künste in Leipzig.

## Beschreibung
Das Bild, in seinem Originalrahmen mit 24 reliefartig hervorgehobenen Rosetten, zeigt auf goldenem Grund, wie Christus vor dem Kreuz von einem weinenden Engel gehalten wird, während unten zwei weitere kleine Engel seine Hände und die Leidenswerkzeuge der Passion stützen: den Speer des Longinus, den Stock mit dem in Essig getränkten Schwamm, ein Bündel Zweige, die Peitsche und die Geißelsäule.
Christus wölbt sich stärker denn je vor Schmerz, ist abgemagert und von einer sterblichen Blässe, zerfurcht vom Blut seiner Wunden in der Flanke, an den Händen und auf der Stirn mit der Dornenkrone. Dahinter, an den Nägeln, die noch am Kreuz sind, sind weitere Blutflecken zu sehen.
Mit außergewöhnlicher Unmittelbarkeit und einem schon fast modernen Einschlag hat der Künstler das Thema des Leidens Christi zum Gegenstand der Devotio moderna gemacht. Indem er alles betont, was das Mitgefühl und Mitleid des Betrachters hervorrufen könnte, „ruft er auf, die Leiden nachzuempfinden.“
Die derartig abgemagerte Christusfigur weist deutliche Bezüge zu zeitgenössischen Holzskulpturen auf und wirkt durch die besondere Verwendung von Kontrasten zwischen hellen und dunklen Teilen und die Betonung der Schatten außergewöhnlich lebendig. Die Flügel des Engels bilden praktisch einen Hintergrund für den sehr blassen Christuskörper und erzeugen ein Gefühl von Gleichgewicht, indem sie in die entgegengesetzte Richtung von Jesu Kopf zeigen. Durch die Idee, den Engel nur partiell, hinter dem Leib Christi verborgen, darzustellen, wird eine räumliche Tiefenwirkung erzeugt.
Der Realismus einiger Details ist außergewöhnlich, wie zum Beispiel die Holzmaserung des Kreuzes.

## Analyse und Interpretation
Inhalt, Komposition und geringe Abmessungen lassen das Bild der Kategorie der Andachtsbilder zuordnen. Sie dienen dem Erlangen von Ablass, wenn bestimmte Gebete vor ihnen gesprochen werden. Auf der Rückseite befindet sich ein weitgehend zerstörtes Veronika-Bild, ein dazumals ebenfalls bevorzugtes Ablassmotiv.
Das Gemälde enthält keine historische Szene aus dem Leben Jesu, sondern ist eine Synthese von Passionszitaten, die das Wesen und den Sinn dieser Art von Werk verstärken sollen. Der Zweck hingebungsvoller Darstellungen besteht darin, die Beziehung des Betrachters zu Christus zu vertiefen, weniger durch Gebet als durch Kontemplation oder Meditation. Daher richtet der Schmerzensmann trotz des Leidens seinen Blick definitiv auf den Rezipienten, denn „(…) indem ich Ihn kenne, sowohl durch die Kraft Seiner Auferstehung als auch durch Teilhabe an Seinen Leiden, in der Hoffnung, dass ich irgendwie zu einer vollständigen Auferstehung von den Toten gelangen werde, indem ich Seinem Tod gleichgestaltet werde. Ich sage nicht, dass ich [es] bereits erlangt habe und bereits vollendet bin, sondern ich beeile mich, es auch zu erlangen, weil ich selbst von Christus Jesus gewonnen worden bin.“ (Phil 3,10-14 )
Andachtsbilder zeichnen sich durch einen gewissen Universalismus aus, sie wurden für alle gesellschaftlichen Milieus gemalt (am beliebtesten waren sie bei den Hofleuten). Wer die Leipziger Arbeit in Auftrag gegeben hat, ist nicht bekannt.
Stilistisch sind hier deutlich die Züge des „Internationalen Stils“ der Gotik wie die Schönfarbigkeit zu erkennen sowie in geringerem Maße auch realistische Themen. Die weich fließenden Gewänder, Anmut, Erhabenheit und eine Art Lyrik machen dieses Werk typisch für die Kunst der Wende vom 14. zum 15. Jahrhundert. 1425 war der sogenannte „Weiche Stil“ bereits im Abklingen.
Jede der geschnitzten goldenen Rosen auf dem Rahmen hat fünf Blütenblätter, was ein Hinweis ist auf die Mystische Rose (Rosa mystica) von St. Bernhard. Die Anzahl der Blütenblätter bezieht sich auf die fünf Wunden Christi.

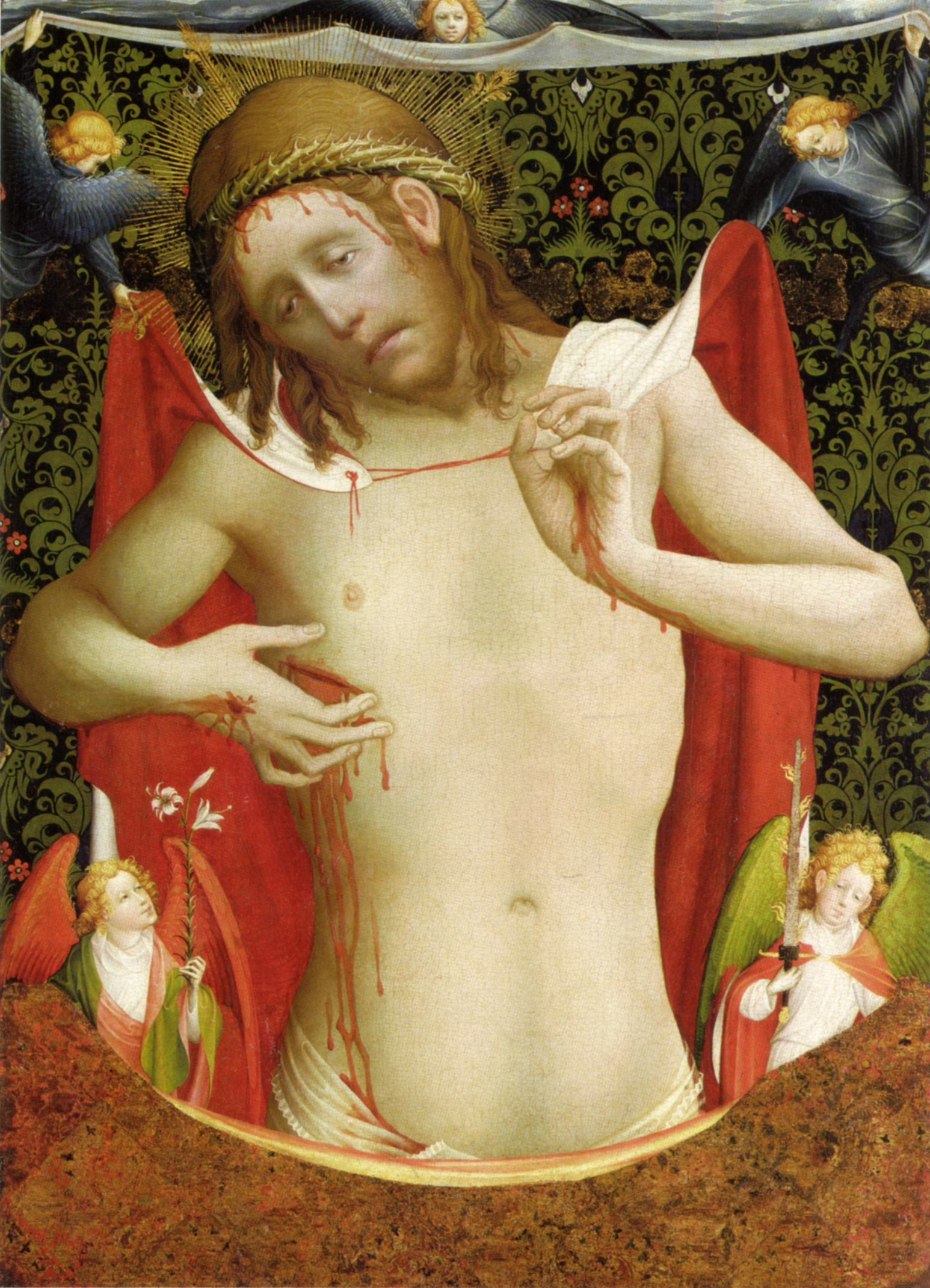
Der Schmerzensmann von Hamburg

## Bibliographie
- [2]
- Ulrike Nürnberger, Ein Maler in Hamburg, gen. Meister Francke - Christus als Schmerzensmann in Leipzig und Hamburg, in: Meister Francke Revisited. Auf den Spuren eines Hamburger Malers (= Edition Mare Balticum, Bd. 1), hrsg. von Ulrike Nürnberger, Elina Räsänen und Uwe Albrecht, Michael Imhof Verlag, Petersberg 2017, ISBN 978-3-7319-0432-8, S. 94–109.
- Museum der bildenden Künste Leipzig, Deutscher Kunstverlag München / Berlin / Hamburg 2006, ISBN 978-3-422-02026-9
- Alfred Lichtwark: Meister Francke (= Hamburgische Künstler). Kunsthalle zu Hamburg, Hamburg 1899 (uni-weimar.de).
- Stefano Zuffi: Il Quattrocento. Electa, Mailand 2004, ISBN 88-370-2315-4 (italienisch).